# Rhodostrophia roseata
Rhodostrophia roseata là một loài bướm đêm trong họ Geometridae.